# ASCL4
ASCL4 (англ. Achaete-scute family bHLH transcription factor 4) – білок, який кодується однойменним геном, розташованим у людей на 12-й хромосомі. Довжина поліпептидного ланцюга білка становить 172 амінокислот, а молекулярна маса — 19 253.
| 10         |  | 20         |  | 30         |  | 40         |  | 50         |
| ---------- |  | ---------- |  | ---------- |  | ---------- |  | ---------- |
| METRKPAERL |  | ALPYSLRTAP |  | LGVPGTLPGL |  | PRRDPLRVAL |  | RLDAACWEWA |
| RSGCARGWQY |  | LPVPLDSAFE |  | PAFLRKRNER |  | ERQRVRCVNE |  | GYARLRDHLP |
| RELADKRLSK |  | VETLRAAIDY |  | IKHLQELLER |  | QAWGLEGAAG |  | AVPQRRAECN |
| SDGESKASSA |  | PSPSSEPEEG |  | GS         |  |            |  |            |

A: Аланін

C: Цистеїн

D: Аспарагінова кислота

E: Глутамінова кислота

F: Фенілаланін

G: Гліцин

H: Гістидин

I: Ізолейцин

K: Лізин

L: Лейцин

M: Метіонін

N: Аспарагін

P: Пролін

Q: Глутамін

R: Аргінін

S: Серин

T: Треонін

V: Валін

W: Триптофан

Задіяний у таких біологічних процесах, як транскрипція, регуляція транскрипції. 
Білок має сайт для зв'язування з ДНК. 
Локалізований у ядрі.